# Référendum constitutionnel français d'octobre 1946 en Guinée
Le 13 octobre 1946 un référendum constitutionnel a eu lieu en Guinée française dans le cadre du référendum constitutionnel français plus large. Bien que le projet de nouvelle constitution ait été rejeté par 54 % des électeurs du territoire, il a été approuvé par 53 % des électeurs dans l'ensemble.

## Résultats
| Choix                            | Votes | %    |
| -------------------------------- | ----- | ---- |
| Pour                             | 563   | 46.3 |
| Contre                           | 652   | 53,7 |
| Votes invalides/blancs           | 20    | –    |
| Total                            | 1 235 | 100  |
| Électeurs inscrits/participation | 2 310 | 53,5 |
| Source : Sternberger et al.      |       |      |